# Pillowtalk
"Pillowtalk"은 잉글랜드의 가수 제인 (제인 말리크)의 노래이다. Mind of Mine의 첫번째 싱글로, 제인의 데뷔 싱글이기도 하다.